# Cumbres Borrascosas (película de 2011)
Cumbres Borrascosas es una película romántica dramática de 2011 dirigida por Andrea Arnold y protagonizada por Kaya Scodelario y James Howson. El guion, escrito por Andrea Arnold y Olivia Hetreed, está basado en la novela homónima de Emily Brontë de 1847. Como en la mayoría de las adaptaciones cinematográficas que se han hecho de la novela, se omite la segunda mitad de la novela, que cuenta el romance entre Catherine Linton y Linton Heathcliff.

## Reparto
- Kaya Scodelario como Catherine Earnshaw.
- James Howson como Heathcliff.
- Oliver Milburn como el Sr. Linton
- Nichola Burley como Isabella Linton.
- Eve Coverley como la joven Isabella Linton.
- James Northcote como Edgar Linton.
- Lee Shaw como Hindley Earnshaw.
- Amy Wren como Frances Earnshaw.
- Shannon Beer como la joven Catherine Earnshaw.
- Solomon Glave como el joven Heathcliff.
- Steve Evets como Joseph.
- Paul Hilton como el Sr. Earnshaw
- Simone Jackson como Nelly Dean.
- Jonny Powell como el joven Edgar Linton.
- Michael Hughes como Hareton.

## Producción
Anunciada en abril de 2008, Natalie Portman estaba prevista originalmente para protagonizar como Cathy en una nueva película adaptada de la novela, pero ella dejó el proyecto en mayo. En mayo de 2008, el director John Maybury eligió a Michael Fassbender para actuar como Heathcliff y a Abbie Cornish como Cathy; sin embargo, en mayo de 2009, Peter Webber fue anunciado como el nuevo director, junto con Ed Westwick y Gemma Arterton para actuar como Heathcliff y Cathy respectivamente. No obstante, el proyecto no aterrizó y en enero de 2010 se anunció que Andrea Arnold dirigiría la adaptación. En abril, ella eligió a Kaya Scodelario para actuar como Catherine, una elección más apropiada en cuanto a la edad que las adaptaciones previas.
Debido a la descripción de Brontë de Heathcliff como un "moreno de aspecto gitano" y "un poco lascar", Arnold buscó un actor de la comunidad gitana del Reino Unido; sin embargo, la comunidad tenía algunas dudas. La búsqueda se expandió entonces a actores de Yorkshire de entre 16 a 21 años de edad de raza mixta, descendientes de hindúes, pakistaníes, bangladesíes o personas del Oriente Medio. En noviembre se reportó que James Howson había sido elegido para actuar como Heathcliff, la primera vez que un actor negro tuviera ese papel. Lucy Pardee estaba a cargo de elegir a los niños que actuarían en el filme, mientras que Gail Stevens eligió a los adultos. Pardee audicionó a niños de escuelas privadas sin historial de actuación.
La fotografía principal concluyó en noviembre de 2010. La filmación tuvo lugar en varios lugares de Yorkshire del Norte, incluyendo Thwaite, Cotescue Park in Coverham (como la Granja de Thrushcross), y Moor Close Farm en Muker (como Cumbres Borrascosas) y con la oficina de producción estando basada temporalmente en Hawes durante la filmación.

## Promoción y lanzamiento
El primer rodaje de la película fue lanzado como un avance de cuatro tomas en el evento de Film4 previo al Festival de Cannes, con The Guardian haciendo notar que el avance "cautivó" a los asistentes (incluyendo al director artístico del Festival Internacional de Cine de Venecia Marco Mueller quien estaba presente buscando películas para su festival).
La película se estrenó en competición en el Festival Internacional de Cine de Venecia de 2011 y apareció en el Festival Internacional de Cine de Toronto de 2011 como una presentación especial. Fue también mostrada en el Festival de Cine de Londres, el Festival de Cine de Zúrich y el Festival Internacional de Cine de Leeds. La película fue lanzada en el Reino Unido el 11 de noviembre.
La banda nominada para los Premios Grammy Mumford & Sons ha grabado dos canciones para la película, una de las cuales (titulada "Enemy") sería tocada en los créditos finales.
La fotógrafa Agatha A. Nitecka tomó fotos de material promocional para la película incluyendo fotos para el póster, la cubierta del DVD, revistas y un ensayo fotográfico. Film4 dio a conocer la primera foto promocional de James Howson como Heathcliff en su cuenta de Twitter la mañana en que la alineación del Festival de Cine de Venecia fue anunciada. Con el anuncio de que el filme estaría en el Festival de Cine de Toronto, fueron lanzadas cuatro nuevas imágenes promocionales.
Una exposición de fotogramas de películas y fotografías tomadas en el set por Agatha A. Nitecka fue mostrada en el Curzon Renoir Cinema y su ensayo fotográfico estuvo disponible gratuitamente para cada cliente que comprara un boleto. Un vídeo del ensayo fotográfico fue también mostrado en línea.
La película recaudó £ 156.931 en taquilla en su semana de apertura colocándose en la posición 16 en el fin de semana del 11 – 13 de noviembre de 2011 y mantuvo un 81% de fresh rating en Rotten Tomatoes.

## Premios
- Festival Internacional de Cine de Venecia de 2011: Osella por Mejor Fotografía[33]
- Semana Internacional de Cine de Valladolid 2011: Mejor Director de Fotografía[34]
- Semana Internacional de Cine de Valladolid 2011: Mención Especial a los jóvenes actores (Solomon Glave y Shannon Beer)[34]
- Festival Camerimage 2011: Rana de Bronce[35]